# Melody Valentine
Melody Valentine é uma personagem fictícia da série de quadrinhos da Archie Comics, Josie and the Pussycats. Foi criada por Dan DeCarlo, apareceu pela primeira vez em Archie Pals ‘n’ Gals nº 23 (1963). Co-fundadora e baterista das Pussycats (ocasionalmente cantou na série de televisão), Melody é loira e geralmente fala com uma voz cantada, indicada pelas notas musicais em seus balões de desenhos animados.
Nos desenhos animados Josie and the Pussycats e Josie and the Pussycats in Outer Space, baseado nas histórias em quadrinhos, sua voz foi interpretada por Jackie Joseph, com Cheryl Ladd (creditada como Cherie Moor) interpretando sua voz nas canções. Ela foi interpretada por Tara Reid no filme live-action de 2001. Ashanti Bromfield foi sua intérprete na série da The CW, Riverdale.

## Biografia
Melody é uma loira caucasiana que geralmente cai sob o estereótipo de "loira burra". Nos quadrinhos, ela é chamada ocasionalmente de "Melody Jones", e o sobrenome Valentine é do filme de 2001. Sobrenome mais tarde reconhecido pela Archie Comics como canônico.
Muitas histórias em quadrinhos usam a beleza de Melody como um enredo. Quando os personagens masculinos a vêem, eles se apaixonam incontrolavelmente por ela e perdem todo o senso de qualquer outra coisa, freqüentemente levando ao caos; embora, ela geralmente não tenha consciência disso. Apesar de qualquer problema que ocorra para seus amigos, Melody mantém uma atitude alegre e otimista. Na série de desenhos animados, sempre que o grupo está em uma situação perigosa ou potencialmente perigosa, as orelhas de Melody se mexem. No desenho animado, ela frequentemente sofre lavagem cerebral. Posteriormente, na série Josie and the Pussycats in Outer Space, ela adota um alienígena bonitinho chamado Bleep.

## Em outras mídias

### Televisão

#### Animação
- Melody apareceu em Josie and the Pussycats uma série animada exibida entre 1970 a 1971 e produzida pela Hanna-Barbera Productions, apareceu também no spin-off intitulado de Josie and the Pussycats in Outer Space exibido entre 1972,[5] esta versão da série seguiu as personagens no espaço sideral. Após o cancelamento dos programas, a personagem apareceu no episódio "The Haunted Showboat" exibido em 15 de setembro de 1973, em The New Scooby-Doo Movies.[carece de fontes?] Foi dublada por Jackie Joseph, com Cheryl Ladd sendo sua voz nas canções.[6]

#### Live action
- Melody aparece na série de televisão da The CW, Riverdale, sendo interpretada por Ashanti Bromfield. Sua caracterização na série é diferente nas histórias em quadrinhos, sendo ela afro-americana.[7]

### Filme

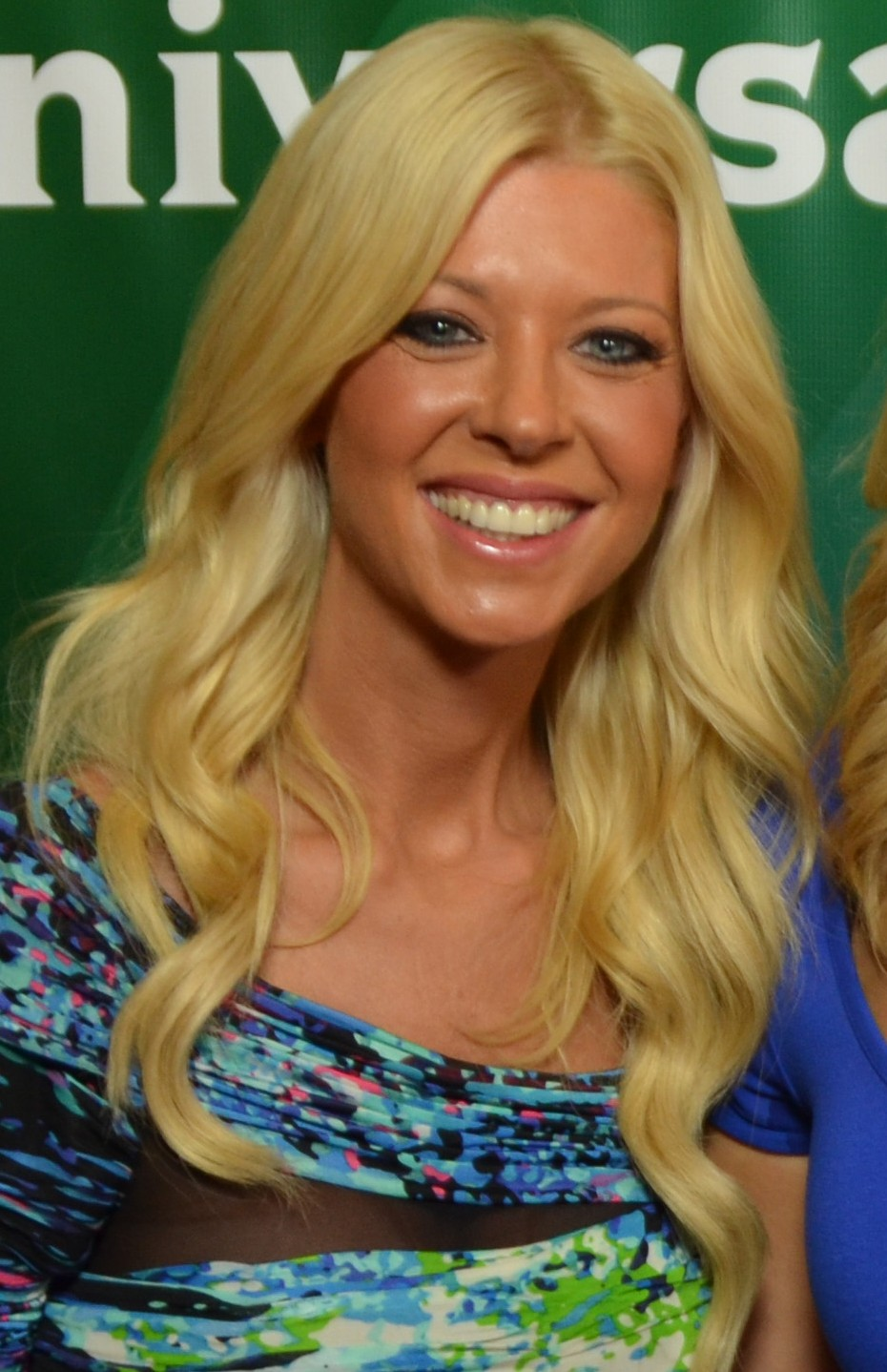
Tara Reid intérprete de Melody em Josie and the Pussycats.

- Melody foi interpretada por Tara Reid em Josie and the Pussycats, um filme de comédia musical de 2001 lançado pela Universal Pictures e Metro-Goldwyn-Mayer. Dirigido e co-escrito por Harry Elfont e Deborah Kaplan, o filme é vagamente baseado nos quadrinhos e nos desenhos animados da Hanna-Barbera. O filme é sobre uma jovem banda feminina que assina contrato com uma grande gravadora, apenas para descobrir que a empresa não tem os melhores interesses dos músicos no coração. O filme recebeu críticas mistas e foi um fracasso nas bilheterias,[8][9] faturando cerca de 15 milhões de dólares, tendo um orçamento de 39 milhões de dólares.[10]